# Suzuki Musashi
Suzuki Musashi (sinh ngày 11 tháng 2 năm 1994) là một cầu thủ bóng đá người Nhật Bản gốc Jamaica.

## Đội tuyển bóng đá quốc gia Nhật Bản
Suzuki Musashi thi đấu cho đội tuyển bóng đá quốc gia Nhật Bản từ năm 2019.

## Thống kê sự nghiệp
| Đội tuyển bóng đá Nhật Bản | Đội tuyển bóng đá Nhật Bản | Đội tuyển bóng đá Nhật Bản |
| Năm                        | Trận                       | Bàn                        |
| -------------------------- | -------------------------- | -------------------------- |
| 2019                       | 7                          | 1                          |
| 2019                       | 2                          | 0                          |
| Tổng cộng                  | 9                          | 1                          |